# أولماش-شاكن-شومي

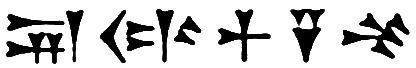
إسمه بالأكدي

أولماش-شاكين-شومي، المنقوش بالخط المسماري باسم إي-ول-ماش-غار-مو، والذي يعني "أولماش (هو) مُنشئ النسل" ( أولماش هو اسم معبد عشتار في مدينة أكد) حوالي 1000-984 قبل الميلاد، كان مؤسس سلالة بابل السادسة، المعروفة باسم سلالة بيت-بازي، نسبةً إلى جماعة الكاشيين التي انحدر منها قادتها. يذكر سجل الأسرات أنه حكم أربعة عشر عامًا، بينما تذكر قائمة الملوك أ انه حكم سبعة عشر عامًا.

## حياته
في القرن الثالث والعشرين قبل الميلاد، تبنت مجموعة كاشية صغيرة مستوطنة صغيرة قرب نهر دجلة، وبحلول القرن الرابع عشر قبل الميلاد، تم اختيار الاسم كسلف للمجموعة. وفي خضم الاضطرابات التي أحدثتها الهجرات الآرامية والمجاعات التي نتجت عنها، يبدو أن أولماش-شاكين-شومي قد استولى على العرش، وربما نقل عاصمته إلى كار-مردوخ، وهو موقع غير معروف حتى ذلك الحين، ويُفترض أنه أقل عرضة لغزوات شبه البدو مقارنة ببابل.
تشير قائمة الملوك الآشوريين إلى أنه كان معاصرًا لشلمنصر الثاني، وهو أمر غير مؤكد. يوجد سيف برونزي من لورستان وخمسة عشر رأس سهم ، مكتوب عليها بشكل غير مناسب لقب "شار كيشاتي"، أي "ملك العالم"، ربما لاستخدامه كقرابين نذرية في المعابد وليس كأسلحة هجومية. يذكر سجل الأسرة الحاكمة أنه "دُفن في قصر كار-مردوخ". خلفه نينورتا-كودوري-أوسور، ثم شيركتي-شوقامونا، وكلاهما من "أبناء بازي".